# Jemaa el-Fna

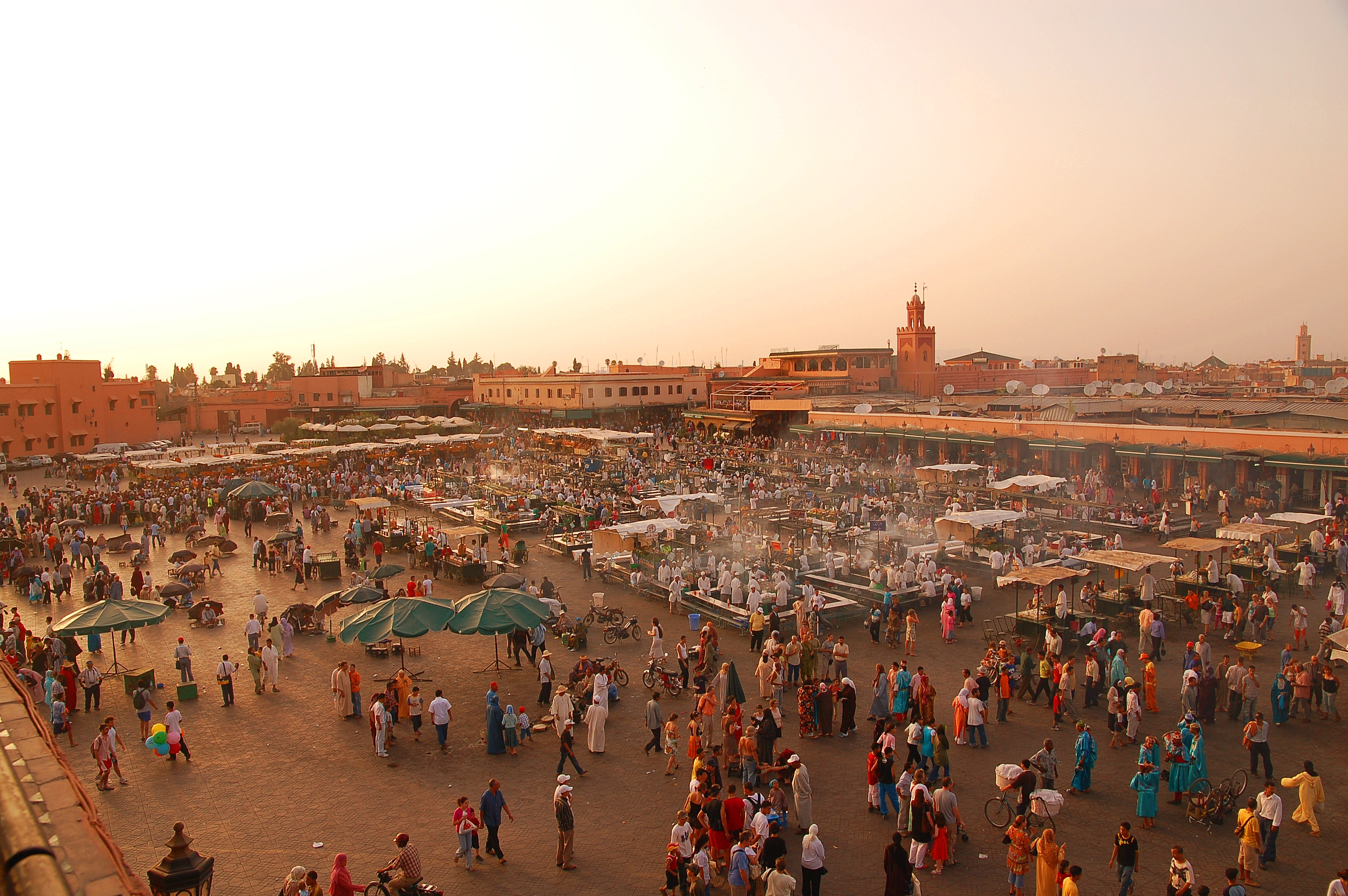
A praça de dia

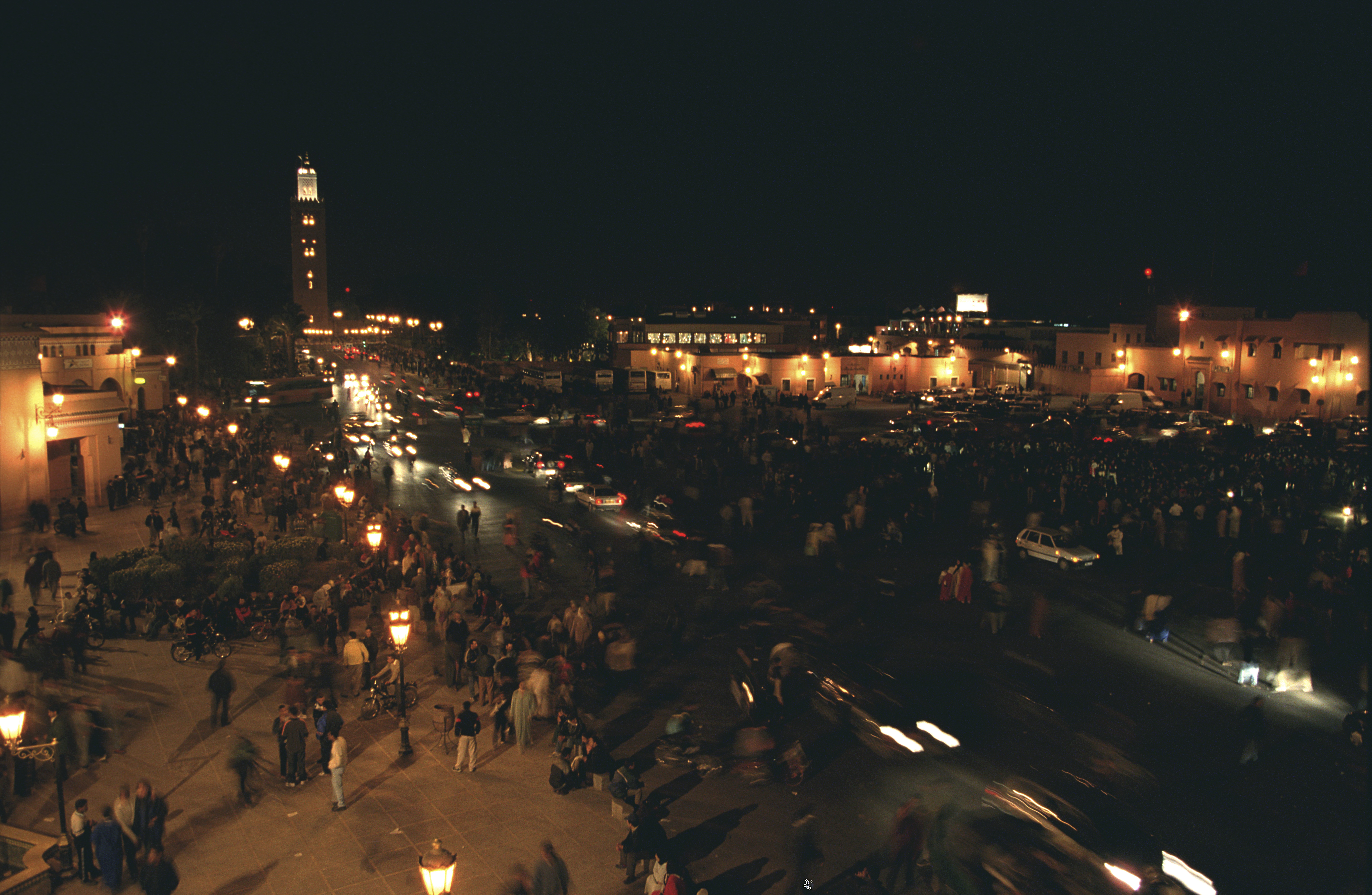
A praça à noite

Jemaa el-Fna ou Djemaa el Fna é a principal e mais célebre praça da cidade marroquina de Marraquexe. Situa-se na parte histórica, a almedina, e faz parte do sítio Almedina de Marraquexe inscrito na lista do Património Mundial da UNESCO. A praça, por sua vez, está incluída na lista do Património Cultural Imaterial da Humanidade da UNESCO desde 2008, com o título "Espaço cultural da Praça Jemaa el-Fna".
A origem do seu nome não é clara: jamaa significa "congregação" ou "mesquita" em árabe, provavelmente referindo-se a uma mesquita destruída no local. Fnaʼ ou fanâʼ podem significar "morte/extinção" ou "um pátio, espaço em frente a um edifício". "finâʼ em árabe geralmente significa "área aberta"; uma tradução direta seria "a área de reunião/congregação". Outros significados podem ser "A assembleia da morte" ou "A Mesquita no Fim do Mundo" pois no passado a praça era o local onde eram executados criminosos, cujas cabeças ficavam expostas para servir de exemplo. No entanto, como a palavra djemaa também significa mesquita, o nome do local pode ser traduzido como "lugar da mesquita desaparecida", como referência a uma mesquita almorávida destruída.
A praça é a mais movimentada de Marraquexe, com vários espectáculos como saltimbancos, acrobatas, encantadores de serpentes, faquires, engolidores de espadas, curandeiros, músicos, dançarinos, contadores de histórias, etc. À noite, as barracas de comida típica dominam a praça, juntamente com centenas de turistas e locais.